# Белоусова, Наталия Владимировна
Наталия Сова (Наталия Владимировна Белоусова; 25 декабря 1970 — 9 ноября 2021) — русский писатель-фантаст.
Наталия Сова родилась и жила в Перми, окончила Пермское музыкальное училище (1990), Пермский государственный институт искусства и культуры (1996) и Высшие литературные курсы при Литературном институте им. А. М. Горького (2005). Работала преподавателем музыки.
Член Союза писателей, лауреат премии Пермского края в сфере культуры и искусства за 2013 год, награждена орденом Достоевского II степени (2012).

## Творчество
Как музыкант участвовала в нескольких пермских музыкальных проектах: «Абрам Пятница», «Безымянные барабанщики» и пр. Автор песен.
Прозу начала писать в 1996 году; повесть «Здесь, на краю земли» первоначально была опубликована в электронной библиотеке «Лавка языков» у Макса Немцова, в 1997 году номинирована на конкурс сетевой словесности Тенёта. Много публиковалась в периодике – от издаваемого Хихусом журнала фантастики «Фантом» до иллюстрированного журнала «Огонёк». Первая книга вышла в издательстве Вагриус в 2005 году.

### Рассказы
- Отплытие (первая публикация: газета «Фигаро», Пермь)
- Оэл-менестрель (первая публикация: журнал «Лавка фантастики», Пермь, №2 за 2001 год)
- Прошлый день рождения (первая публикация: сборник «Пролог», вып. 3 – М.: Вагриус, 2004, ISBN 5475000565)
- Лики Стражей (первая публикация: сборник «Пролог», вып. 4 – М.: Вагриус, 2005, ISBN 598264014X)
- Счастливые (первая публикация под названием «Три счастливых»: журнал «Огонёк» №27 за 2005 год)
- Оберег (первая публикация: «Королевская книга» – М.: Вагриус, 2005, ISBN 5969700800)
- Алый дракон и серебряная башня (первая публикация: «Королевская книга» – М.: Вагриус, 2005, ISBN 5969700800)
- Здравый смысл в действительности (первая публикация: «Счастливые» – Пермь: ДАР, 2009)
- Нострадамус и кот (первая публикация: альманах «Литературная Пермь» №6-7 за 2010 год)
- Мама (первая публикация: литературный журнал «Вещь», Пермь, № 1 за 2010 год)
- Когда звёзды не жмурятся (первая публикация: литературный журнал «Вещь», Пермь, №1 за 2010 год)
- Стремление (первая публикация: «Когда звёзды не жмурятся» – Пермь: Пермский писатель, 2013)
- Магазин здравого смысла (первая публикация: «Когда звёзды не жмурятся» – Пермь: Пермский писатель, 2013)
- Фестиваль похоронных оркестров (первая публикация: «Когда звёзды не жмурятся» – Пермь: Пермский писатель, 2013)

### Повести и романы
- Здесь, на краю земли (первая публикация: журнал «Фантом», Москва, №2 за 2000 год, ISSN 4600000060026)
- Королевская книга (первая публикация: «Королевская книга» – М.: Вагриус, 2005, ISBN 5969700800)

## Критика
Первая же крупная вещь, повесть «Здесь, на краю земли», получила противоречивые оценки в сообществе.
Макс Фрай пишет:
И не вина умелого автора, что отсутствие у меня интереса к подобным произведениям тоже напоминает дыру от выбитого зуба, и я засыпаю уже на пятнадцатой строчке. Что может быть скучнее вечного противостояния условного добра и не менее условного зла? Законы жанра, ничего не попишешь! И не почитаешь…
Анатолий Нейтак придерживается иного мнения:
Эта повесть является шедевром, вполне достойным занять место рядом с такими выверенными текстами, как «Там, за Ахероном» Лукиных, «Вычислителем» Громова, «Витражами патриархов» Олди и «Звёздным пламенем» Дмитрия Никитина.